# Crossbost
Crossbost, schottisch-gälisch Crosbost, ist ein Weiler auf der schottischen Hebrideninsel Lewis and Harris.

## Lage
Der Weiler liegt auf Lewis, dem Nordteil der Doppelinsel, an der Nordküste der Meeresbucht Loch Leurbost. Er liegt am Hals der kleinen Halbinsel Aird Ranish, die Loch Leurbost im Süden von Loch Grimshader im Norden trennt. Im Westen geht Crossbost nahezu nahtlos in den Weiler Leurbost über, während im Norden der Weiler Ranish nur mehrere hundert Meter entfernt liegt. Stornoway, der Hauptort der Insel, befindet sich neun Kilometer nordöstlich. Wie auch die umliegenden Ortschaften, zieht sich Crossbost im Wesentlichen entlang der einzigen Straße, konkret einer in Crossbost endenden Stichstraße, die von der A859 abzweigt und entlang der Nordküste von Loch Leurbost verläuft. Von Norden stößt außerdem die B897 hinzu, die in Ranish endet. Crossbost und Ranish vorgelagert sind die kleinen Barkin Isles.

## Geschichte
Auf der ersten, 1854 aufgenommenen, Karte der Ordnance Survey der Region sind in Crossbost 29 bedachte, zwei teilweise bedachte und sieben unbedachte Gebäude verzeichnet. 1974 waren es 51 bedachte, zwei teilweise bedachte und elf unbedachte Gebäude. Die schlicht neogotisch ausgestaltete Lochs Free Church wurde um 1943 direkt am Ufer von Loch Leurbost errichtet.